# Cryptolabis sepulchralis
Cryptolabis sepulchralis är en tvåvingeart som beskrevs av Alexander 1922. Cryptolabis sepulchralis ingår i släktet Cryptolabis och familjen småharkrankar.
Artens utbredningsområde är Paraguay. Inga underarter finns listade i Catalogue of Life.